# Colapteroblatta bicolor
Colapteroblatta bicolor är en kackerlacksart som först beskrevs av Gurney 1937.  Colapteroblatta bicolor ingår i släktet Colapteroblatta och familjen jättekackerlackor.
Artens utbredningsområde är Colombia. Inga underarter finns listade i Catalogue of Life.